# Mitragyna speciosa
 (août 2020).
Si vous disposez d'ouvrages ou d'articles de référence ou si vous connaissez des sites web de qualité traitant du thème abordé ici, merci de compléter l'article en donnant les références utiles à sa vérifiabilité et en les liant à la section « Notes et références ».
 (avril 2013).
Espèce
Classification phylogénétique
Le kratom (Mitragyna speciosa), appelé également biak) est une espèce de grands arbres qui poussent en Asie du Sud-Est et font partie de la famille des Rubiaceae. Il a été décrit pour la première fois par le botaniste colonial néerlandais Pieter Willem Korthals. Botaniquement, le genre Mitragyna est proche des genres Corynanthe, Cinchona et Uncaria, possédant une biochimie proche. Il appartient aussi à la même famille que le caféier et la plante psychoactive chacruna Psychotria viridis. D'autres espèces de Mitragyna ont un usage médical en Afrique et sont également utilisées pour leur bois de construction.
Le Mitragyna speciosa a besoin d'un sol plutôt acide, d'une terre très riche en matière organique et bien drainée. C'est une plante gélive qui nécessite beaucoup de chaleur et d'humidité.

## Utilisation

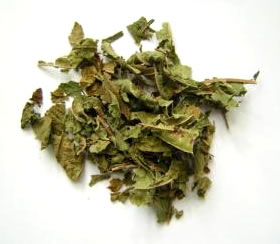
Feuilles de Kratom séchées

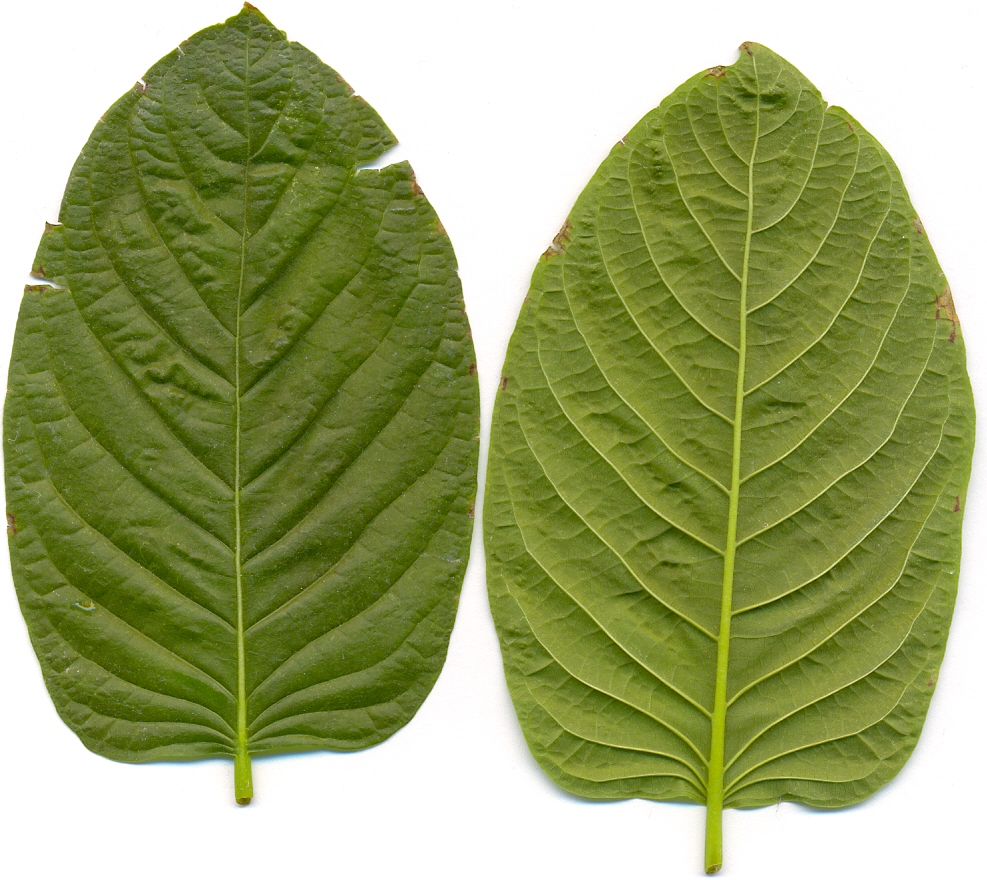
Feuilles de Kratom

On récolte la feuille qui a des propriétés médicinales.
Il est utilisé pour ses effets psychoactifs dans sa région d'origine, et aussi parfois ailleurs dans le monde. Dans l'Asie du Sud-est les feuilles fraîches sont d'habitude mâchées, souvent constamment, par les ouvriers ou les manœuvres qui cherchent un effet anesthésiant et stimulant. Ailleurs, les feuilles sont souvent préparées en infusion dont on fait ensuite évaporer l'eau pour obtenir une pâte que l'on peut avaler. Il est rare que l'on fume du Kratom.
Le kratom contient de nombreux alcaloïdes, y compris la mitragynine (en) (dont on pensait autrefois qu'elle était le principal composant actif), la mitraphylline et 7-hydroxymitragynine (qui est actuellement le candidat le plus sérieux comme produit chimique actif principal de la plante). Bien que rattachée par sa structure à la yohimbine et à d'autres tryptamines, sa pharmacologie est tout à fait différente, car il agit essentiellement comme un agoniste des récepteurs opiacés µ. Il partage aussi une certaine activité sur les récepteurs alpha-adrénergique semblable à celle de la yohimbine. Le kratom contient aussi des alcaloïdes qu'on trouve dans la « griffe du chat » (Uncaria tomentosa), et dont on pense qu'ils jouent un rôle favorable sur le système immunitaire et pour réduire la pression sanguine, aussi bien que de l'épicatéchine, un antioxydant puissant présent aussi dans le chocolat noir et étroitement apparenté au gallate d'épigallocatéchine (EGCG) qui donne ses effets bienfaisants au thé vert. Parmi les autres produits chimiques actifs dans le kratom on cite la raubasine (plus connue sous le nom de Rauwolfia serpentina) et quelques alcaloïdes de yohimbe comme la corynanthéidine.
Le kratom est susceptible de fournir un grand nombre d'utilisations médicinales, du fait de ses effets analgésiques légers, comparables à la codéine ou au propoxyphène, ou comme alternative non validée aux médicament de substitution aux opioïdes comme la méthadone.

## Effets
Sur le plan pharmacologique le kratom agit sur certains points de façon analogue à d'autres substances comme les narcotiques et la yohimbine. L'effet est cependant plus faible et subtil. Le kratom a la capacité de rendre moins pénible le sevrage chez les personnes présentant une dépendance aux narcotiques en raison de l'agonisme du récepteur µ de la mitragynine et de 7-hydroxymitragynine. Psychologiquement, il n'agit pas autant sur l'humeur que les stupéfiants le font. Même si le Kratom est relativement puissant selon la dose, l'effet euphorisant n'est pas sa caractéristique. La phase euphorisante est rapidement remplacée par une phase sédative qui ne procure aucun amusement contrairement à des drogues comme la codéine. En revanche la sédation décontracte les muscles ce qui soulage sincèrement une personne en période de sevrage. On raconte que l'analgésie qu'il produit ressemble à celle de narcotiques moins puissants comme la codéine, mais la dureté ou la douceur d'une drogue se reflète non pas dans la puissance des effets mais dans les cravings qui suivent la consommation. Si le Kratom engendre une sédation, celle-ci est assez neutre en termes de plaisir. En comparaison de l'état rêveur provoqué par les opiacés, le kratom ne procure pas de rêves colorés, il ne donne pas l'impression de voyager ou se faire un trip, le kratom ne possède pas cette constance à accrocher comme le font les vraies drogues. Le kratom possède une activité stimulante semblable à celle du yohimbe et une activité immunostimulante semblable à celle de l'uncaria. Les effets du kratom varient selon la variété, le Bali[pas clair] étant le plus sédatif alors que le thaïlandais plus stimulant. On rapporte que les effets euphoriques du kratom seraient d'une durée relativement courte, disparaissant d'ordinaire en moins d'une heure pour laisser une phase de cinq à six heures en sédation. Quelques personnes éprouvent des nausées, voire des vomissements, après avoir bu une infusion de kratom ; ce peut être dû en partie à son goût très amer qu'il n'est pas possible de corriger, mais aussi une dose supérieure à 10 g.
Aux États-Unis plusieurs dizaines de décès ont été rapportés par la Food and Drug Administration (FDA). Un produit contenant du kratom est à l’origine de neuf décès en Suède. Ce produit, vendu sous le nom de Krypton, avait été pulvérisé avec du o-desmethyltramadol (O-DSMT), un métabolite toxique du tramadol, et de la caféine. Les accidents liés au Kratom sont la plupart du temps liés à l’adultération du kratom par d'autre substance ou dus à des interactions avec de l'alcool, des benzodiazépines ou des stupéfiants[réf. nécessaire].

## Addiction et accoutumance
L'utilisation du kratom est susceptible d'entraîner une habituation et ceux qui l'utilisent constamment peuvent éprouver des syndromes de sevrage quand ils s'arrêtent. Certains consommateurs quotidiens relatent ainsi l'apparition de désagréments mineurs, comparables à ceux induits par une privation de café : nervosité, agitation, ou au contraire manque d'énergie. Des chercheurs en ethnologie[réf. souhaitée], après enquête auprès d'utilisateurs de kratom de longue date en Asie du Sud-Est, ont signalé cette croyance que les utilisateurs présenteraient sur la peau de leurs joues des taches sombres de décoloration. Il ne semble pas pourtant que le fait ait été réellement constaté. Aucune étude à long terme sur l'homme n'a été faite, aussi toute évaluation des conséquences à long terme du kratom doit-elle être extrapolée à partir des études sur l'animal et d'un petit nombre de rapports faits par des anthropologues.

## Risque de décès
On recense très peu de personnes décédées du kratom. Cependant, en avril 2021, la consommation de kratom attire particulièrement l'attention au Canada, après la médiatisation de la mort du joaillier québécois Victor Hacala. Le rapport du coroner confirme que la mort du jeune homme était probablement liée à sa consommation de tisane de kratom. Fréquemment présenté comme un produit médicinal naturel et relativement inoffensif, le kratom n'est cependant pas une plante totalement inoffensive, elle doit être utilisée avec parcimonie, bien que la toxicité du kratom reste relativement faible. Mélangé avec d'autres substance tel que des opiacés elle peut s'avérer dangereuse. La rareté des données scientifiques de qualité incite les médecins à recommander la prudence et à se tourner vers d'autres produits éprouvés.

## Alcaloïdes mineurs
La feuille de Mitragyna speciosa dans sa totalité contient aussi un agoniste µ-opioïde partiel (9-hydroxycorynanthéidine) et un antagoniste µ-opioïde (corynanthéidine). La combinaison d'un agoniste complet (comme la 7-hydroxymitragynine et la mitragynine) avec un antagoniste ou un agoniste partiel peut être comparée à l'utilisation d'agonistes opiacés partiels pour combattre l'assuétude aux opiacés. La buprénorphine est ainsi un exemple d'un agoniste/antagoniste partiel approuvé par la FDA pour traiter cette assuétude. Il peut se faire que l'ingestion du kratom en entier n'ait pas le même pouvoir d'assuétude que le 7-OHM seul.
En outre, le kratom contient au moins un alcaloïde (rhynchophylline) qui est un antagoniste du calcium et qui réduit le courant incité par le NMDA. Des recherches importantes sont en cours quant au rôle actif du récepteur de NMDA dans la naissance de l'assuétude et les symptômes de sevrage. En 2005, Inturrisi a démontré que l'administration simultanée de d-méthadone (l'isomère qui n'a pas d'activité opiacée, mais est un antagoniste du NMDA) à petites doses avec la morphine prévient le développement de la tolérance à la morphine chez les rats. La présence de rhynchophylline dans le kratom devrait être étudiée pour déterminer son potentiel afin modifier le développement de la dépendance.

## Situation juridique
Le kratom est une substance à consommation réglementée en Thaïlande, Australie, Malaisie et Birmanie. Un petit nombre de personnes en Malaisie et peut-être dans d'autres pays font pression sur leurs gouvernements pour autoriser la recherche médicale sur le kratom en tant que substance potentielle de prescription. Cependant, depuis janvier 2007, la Malaisie envisage de renforcer l'illégalité du kratom plutôt que de l'assouplir et songe à le reclassifier légalement parmi les médicaments dangereux. Le 23 août 2021, la Thaïlande a décidé de le retirer de la liste des drogues illicites ,. Les autorités locales, notamment le bureau du Conseil thaïlandais de contrôle des narcotiques, admettent dans l'ensemble son caractère relativement inoffensif et le considèrent comme faisant partie intégrante de la culture dans le sud du pays. Le ministre de la Justice Chaikasem Nitisiri s'est lui-même prononcé en août 2013 en faveur de la légalisation, affirmant que les consommateurs autour de lui n'ont jamais rencontré de problèmes de santé liés à leur pratique. Le kratom permettrait selon lui de détourner la population de drogues dures telles que l'héroïne et la méthamphétamine, dont le pays est un des principaux producteurs,. Il s'agit donc de revenir sur le Kratom Act 2486 du 3 août 1943, promulgué afin de contenir la fuite des opiomanes ayant trouvé dans le kratom un substitut efficace. Tout comme en Indochine, l'opium était à cette époque[Laquelle ?] produit et distribué par l’État qui en tirait d'importants bénéfices.
Le kratom est classé comme produit stupéfiant depuis près de cinquante ans dans certains pays d’Asie producteurs tels que la Birmanie, la Malaisie ou encore le Vietnam, et aussi l'Allemagne, le Danemark et la Nouvelle-Calédonie. La plante est classée comme drogue en Australie, interdite depuis dix ans. Aux États-Unis, il est classé comme une drogue[réf. nécessaire]. Le kratom est légalisé depuis 2021 en Thaïlande.
Le kratom est classé comme stupéfiant en Suisse depuis octobre 2017.
En France, il a été inscrit sur la liste des psychotropes, le 7 janvier 2020.
La Drug Enforcement Administration américaine a pris conscience de l'existence du kratom et l'a ajouté à sa liste de « médicaments et produits chimiques qui sont sujets d'inquiétude » (Drugs and Chemicals of Concern). Dans le même temps, Edward Boyer, professeur de médecine urgentiste et de toxicologie à l'université du Massachusetts ainsi que Chris McCurdy, professeur de chimie pharmaceutique et de pharmacologie à l'université du Mississippi, ont commencé à mener des études approfondies. Les premiers résultats d'observations chez l'Homme et d'expériences réalisées sur des rats prouvent le caractère non-addictif et relativement prometteur des alcaloïdes présents dans la feuille de cet arbre,.
En janvier 2018, le Canada, par le biais de Santé Canada, a fait la saisie et interdit la vente de plusieurs produits dérivés du kratom, ainsi que 16 autres produits permettant d'augmenter les performances sexuelles, principalement dans les magasins George’s Convenience de la région du Grand Toronto. Ces mesures ont été prises conjointement avec l’Agence des services frontaliers du Canada, pour prévenir toute autre importation de produits dérivés du Kratom.
Il existe une irresponsabilité des vendeurs, notamment aux États-Unis ou au Canada, qui présentent le kratom comme étant un produit miracle ou comme étant une source d'expérience proche de celle des stupéfiants, et qui incitent les autorités à prendre des mesures restrictives quant à son acquisition, sa distribution ou sa consommation.
Bien que ces vendeurs aient fait preuve d’irresponsabilité on peut tout de même constater que le kratom est bien moins dangereux que la plupart des opioïdes et qu'une overdose de Kratom est très peu probable ce qui en fait un produit parfois utilisé, mais non validé médicalement, pour la détoxification des usagers d’opioïdes.
À noter que le Kratom utilisé quotidiennement à haute dose a aussi des effets hépatotoxique sur certaines personnes qui peuvent être aboli par l'usage d'acétylcystéine (Mucomyst) 